# ATP Osaka 1994
L'ATP Osaka 1994 è stato un torneo di tennis giocato sul cemento. È stata la 2ª edizione dell'ATP Osaka, che fa parte della categoria World Series nell'ambito dell'ATP Tour 1994.
Il torneo si è giocato a Osaka in Giappone dal 28 marzo al 3 aprile 1994.

## Campioni

### Singolare maschile
Pete Sampras ha battuto in finale  Lionel Roux con il punteggio di 6–2, 6–2

### Doppio maschile
Martin Damm /  Sandon Stolle hanno battuto in finale  David Adams /  Andrej Ol'chovskij con il punteggio di 6–4, 6–4